# Mihail Vakulovski
Mihail Vakulovski (n. 10 august 1972, Chișinău) este un autor, blogger, dramaturg, eseist, poet, om de cultură, romancier, scriitor și traducător român contemporan, originar din Basarabia, dar care trăiește și activează în România. Este fratele mai mare al lui Alexandru Vakulovski. Cei doi sunt fondatorii și parte a redactorilor redacției uneia dintre primele publicații culturale on-line de limbă română, revista Tiuk! (k-avem kef).

## Biografie
Mihail Vakulovski, născut în Chișinău, Republica Moldova, este fiul lui Alexei Vakulovski, profesor de limbă și literatură română care "a refuzat să devină scriitor sovietic" (fiind evocat și de Paul Goma în Jurnalul său din 2009). În cinstea tatălui său, o stradă din localitatea Antonești, raionul Ștefan Vodă, Republica Moldova, îi poartă astăzi numele, iar Institutul Național pentru Studiul Totalitarismului a hotărât să-i publice postum volumul "În gura foametei" (ediția a II-a fiind publicată în 2013 la editura bucureșteană Tracus Arte).
Mihail Vakulovski este absolvent al Facultății de Filologie a Universității de Stat din Moldova (în 1994) și doctor în filologie (lucrarea a fost susținută la Universitatea București, în 2002, îndrumător Nicolae Manolescu).
Mihail Vakulovski este membru al Asociației Scriitorilor Profesioniști din România (cunoscută și prin acronimul ASPRO) si al Uniunii Scriitorilor din Republica Moldova.
Omul de cultură Mihail Vakulovski este, de asemenea, blogger , fondatorul și realizatorul (împreună cu fratele său, Alexandru Vakulovski, Carmina Vakulovski și Dan Perjovschi) al revistei culturale Tiuk! .

## Operă

### Volume publicate
- 1997 - Nemuritor în păpușoi (poezie), Editura Arc, Chișinău;
  - 2006 - Nemuritor în păpușoi (ediția a II-a), Editura Vinea, București;
- 2000 - Nicolae Manolescu (monografie), Editura Aula, Brașov;
- 2002 - Caiet cu zmei de care n-am mai ridicat niciodată nici măcar în copilărie, Biblioteca de Poezie, București;
- 2002 -  "TU" (poezie), împreună cu Alexandru Vakulovski, Biblioteca de Poezie;
- 2003 -  "Tatuaje" (poezie), Editura Vinea, București;
- 2004 - Holocaustul evreilor români (Din mărturiile supraviețuitorilor), Editura Polirom, Iași;
- 2004 - "Odada", Editura Vinea, București;
- 2005 - Piatra lui Sisif sub limba lui Demostene, (poezie), Editura Pontica, București;
- 2006 - "ИЛЬ ПЛЁ" (poezie), Biblioteca Argeș, Pitești;
- 2009 - Autobiografie (poezie), Biblioteca Stare de Urgență, Chișinău, coperte: Alexandru Pecican, comentarii grafice: Dan Perjovschi
- 2010 - "nEUROCHIRURGIE" (teatru), Editura Vinea, București, coperte: Alexandru Pecican;
- 2010 - Portret de grup cu generația "optzeci" (Poezia), eseuri, Editura Tracus Arte, București, coperte: Mugur Grosu
- 2010 - Tiuk (antologie de proză Klu), Biblioteca Revistei la Plic, împreună cu Alexandru Vakulovski,
- 2011 - Tovarăși de cameră. Student la Chișinău (rockman), Editura Cartea Românească, București (și eBook)
- 2011 - 10 basarabeni pentru cultura română. Tinerii dintre milenii, interviuri, Editura Casa de Pariuri Literare (cunoscută și ca Editura CDPL), București, 2011 (coperte & ilustrații Dan Perjovschi) - (și eBook)
- 2011 - Portret de grup cu generația "optzeci" (Interviuri)", interviuri, Editura Tracus Arte, coperte: Mugur Grosu
- 2012 - Biblidioteca, roman, Editura Casa de pariuri literare, București, (și eBook);
- 2013 - "Riduri", poezie, Editura Casa de Pariuri Literare, București (și Ebook).

### Volume colective
- Prima mea beție, coord. de Gabriel H. Decuble, Editura Art, 2009
- Prima mea carte, coord. de Raluca Dincă, Editura Art, 2011
- Prima dată, coord. de Laura Albulescu și Andra Matzal, Editura Art, 2013
- Scriitori la poliție, coord. de Robert Șerban, Editura Polirom, 2016

## Traducător din literatura rusă
Ca traducător din limba rusă, Mihail Vakulovski a tradus din operele următorilor, Vladimir Vysotski, Bulat Okudjava, Daniil Harms, Marina Vlady, Victor Erofeiev, Vladimir Sorokin, Frații Presniakov, Nicoleta Esinencu, Mihail Kononov, Venedikt Erofeev, Zahar Prilepin și alții.
A tradus, de asemenea, și texte de muzică rock.

## Recunoaștere și premii
- 1997 - Premiul SOROS pentru manuscrisul “Nemuritor în păpușoi”;
  - Premiul Uniunii Scriitorilor din Moldova pentru volumul de poezie “Nemuritor în păpușoi”
- 2002 - Marele Premiu Underground Literar pentru management cultural performant
- 2002 - Premiul Zona alternativa
- 2008 - Premiul revistei Tomis pentru cel mai bun traducător
- 2010 - Premiul revistei Timpul pentru critică literară
- 2012 -  "Premiul Interviuri culturale la Salonului Internațional de Carte din Chișinău"
- "Premiul Proză – Noii Barbari" pentru romanul „Biblidioteca” (publicat în 2012)